# Якімовиці
Якімовиці (пол. Jakimowice) — село в Польщі, у гміні Радошиці Конецького повіту Свентокшиського воєводства.
Населення — 489 осіб (2011).
У 1975-1998 роках село належало до Келецького воєводства.

## Демографія
Демографічна структура на день 31 березня 2011 року:
|          | Загалом | Допрацездатний вік | Працездатний вік | Постпрацездатний вік |
| -------- | ------- | ------------------ | ---------------- | -------------------- |
| Чоловіки | 235     | 39                 | 157              | 39                   |
| Жінки    | 254     | 36                 | 145              | 73                   |
| Разом    | 489     | 75                 | 302              | 112                  |